# 麻襦
麻襦（?—?），十六国时人，不知姓名、籍贯。
石虎时，他在魏县市中行乞，常穿着麻襦布裳，故时人称其为“麻襦”。言语玄妙，看着好像发狂的疯子，要来米谷不吃，都散落大路，说给天马吃。赵兴太守籍状把他抓起来送到石虎那里。
佛图澄对石虎说：“国东二百里某月日当送来一非常之人，不要杀他。”如期麻襦就到了。石虎和他说话，没说什么奇怪的话，只是说：“陛下当终止在一柱殿下。”石虎不解，把他送给佛图澄。麻襦对佛图澄说：“过去在光和年间相会，现在到了今天。酉戎受玄命，绝历终有期。金离消于坏，边荒不能遵，驱除灵期迹，莫已已之懿。裔苗叶繁，其来方积。休期于何期，永以叹之。”佛图澄说：“天回运极，否将不支，九木水为难，无可以术宁。玄哲虽存世，莫能基必莫能基必颓。久游阎浮利，扰扰多此患。行登陵云宇，会于虚游间。”其所说人们都不能明白。
石虎派驿马送还本县，出城后，步行，说：“我当顺路见人，你至合口桥等我。”使者到了桥上，麻襦已先至。
后来慕容儁将石虎尸体投于漳水，尸体倚桥柱而不漂走，时人以为“一柱殿下“就是说此时。晋元帝江左嗣位，也说是应验“天马”。

## 延伸阅读
[在维基数据编辑]
 《晉書·卷095》，出自房玄齡《晉書》